# GLPi
| QS-Informatik | Dieser Artikel wurde wegen inhaltlicher Mängel auf der Qualitätssicherungsseite der Redaktion Informatik eingetragen. Dies geschieht, um die Qualität der Artikel aus dem Themengebiet Informatik auf ein akzeptables Niveau zu bringen. Hilf mit, die inhaltlichen Mängel dieses Artikels zu beseitigen, und beteilige dich an der Diskussion! (+) |

GLPI (französisches Akronym: Gestionnaire Libre de Parc Informatique) ist ein quelloffenes IT Asset Management, Serviceticket-System, Projektmanagement und Service Desk System. Diese Software ist in PHP geschrieben und wird als Open Source Software unter der GNU General Public License vertrieben.
GLPI ist eine webbasierte Anwendung, die Unternehmen bei der Verwaltung ihres Informationssystems unterstützt. Die Lösung ist in der Lage, ein Inventar aller Vermögenswerte des Unternehmens zu erstellen und administrative und finanzielle Aufgaben zu verwalten. Die Funktionen des Systems helfen den IT-Administratoren bei der Erstellung einer Datenbank der technischen Ressourcen sowie bei der Verwaltung und Historie der Wartungsmaßnahmen. Die Benutzer können durch die integrierte Helpdesk-Funktion Vorfälle oder Anfragen melden.

## Geschichte
Das gemeinschaftsbasierte GLPI-Projekt begann 2003 und wurde von der Vereinigung INDEPNET geleitet. Im Laufe der Jahre wurde das GLPI sowohl von Gemeinden als auch von Unternehmen in großem Umfang genutzt, was zu einem Bedarf an professionellen Dienstleistungen rund um das System führte. Während der Verein INDEPNET nicht die Absicht hatte, Dienstleistungen rund um die Software anzubieten, hat der Verein 2008 ein Partnernetzwerk gegründet, um verschiedene Ziele zu erreichen:
Das erste Ziel war der Aufbau eines Ökosystems, in dem die Partner am GLPI-Projekt teilnehmen konnten. Zweitens würden die Partner die Vereinigung finanziell unterstützen, um die notwendige Softwareentwicklung zu gewährleisten. Und schließlich würde das Ökosystem die Bereitstellung von Diensten über ein bekanntes und identifiziertes Netzwerk garantieren, das direkt mit INDEPNET verbunden ist.
Im Jahr 2009 begann Teclib' mit der Integration der Software, entwickelte den GLPI-Code und implementierte neue Funktionen. Im Sommer 2015 beschlossen die Verantwortlichen der GLPI-Gemeinschaft, das Roadmap-Management und die Entwicklungsleitung an Teclib' zu übertragen, so dass Teclib' als Herausgeber des GLPI-Systems die Software-F&E gewährleistet.
Der Code bleibt unter einer GPL-Lizenz und behält seinen Open-Source-Charakter. Das GLPI-System wird dank der Zusammenarbeit zwischen der Gemeinschaft und dem Herausgeber weiter verbessert.

## Software-Entwicklung
Das GLPI-Projekt ist eine Open-Source-Gemeinschaft von Entwicklern und IT-Experten, die an der Entwicklung der GLPI-Software arbeiten. Diese Zusammenarbeit wird durch verschiedene Mittel erreicht: Installation und Nutzung von GLPI, GLPI-Tests, Einreichung von Upgrades, Beteiligung an der Dokumentation, Übersetzungen, Feature-Anfragen.

## Agents
Der am häufigsten verwendete Agent für GLPI ist FusionInventory.
| Datum            | Veröffentlichung  |
| ---------------- | ----------------- |
| 14. Februar 2023 | GLPI 10.0.6 + 1.1 |

### Wichtige Veröffentlichungen
Seit 2003 wurde GLPI in mehr als 80 Versionen entwickelt. Zu den wichtigsten Versionen gehören:
| Datum              | Veröffentlichung                                                                                 |
| ------------------ | ------------------------------------------------------------------------------------------------ |
| 16. Juli 2025      | GLPI 10.0.19                                                                                     |
| 24. Januar 2023    | GLPI 10.0.6                                                                                      |
| 20. April 2022     | GLPI 10.0.0                                                                                      |
| 7. Juli 2020       | GLPI 9.5.0 (Seite dauerhaft nicht mehr abrufbar, festgestellt im Mai 2024. Suche in Webarchiven) |
| 11. Februar 2019   | GLPI 9.4.0                                                                                       |
| 28. Juni 2018      | GLPI 9.3                                                                                         |
| 25. September 2017 | GLPI 9.2                                                                                         |
| 23. September 2016 | GLPI 9.1                                                                                         |
| 9. Oktober 2015    | GLPI 0.90                                                                                        |
| 12. November 2014  | GLPI 0.85                                                                                        |
| 9. August 2013     | GLPI 0.84                                                                                        |
| 4. April 2012      | GLPI 0.83                                                                                        |
| 26. Mai 2011       | GLPI 0.80                                                                                        |
| 12. Oktober 2010   | GLPI 0.78                                                                                        |
| 15. Juli 2009      | GLPI 0.72                                                                                        |
| 11. Juli 2008      | GLPI 0.71                                                                                        |
| 21. Dezember 2007  | GLPI 0.70                                                                                        |
| 28. Juli 2006      | GLPI 0.68                                                                                        |
| 29. März 2006      | GLPI 0.65                                                                                        |
| 20. September 2005 | GLPI 0.6                                                                                         |
| 29. April 2005     | GLPI 0.5                                                                                         |
| 17. November 2003  | GLPI 0.2 – 1st Version                                                                           |

## Überblick über die Software
Als ITSM-Software verfügt GLPI über die folgenden Hauptmerkmale:
- Multi-Entity-Management
- Mehrsprachige Verwaltung und Unterstützung (45 Sprachen verfügbar)[12]
- Unterstützung für mehrere Benutzer und Mehrfachauthentifizierungssysteme
- Verwaltung und Finanzmanagement
- Inventarisierung
- Funktionen für die Verfolgung und Überwachung von Anfragen
- Problem- und Änderungsmanagement
- Verwaltung von Lizenzen (ITIL konform)[13]
- Zuweisung von Geräten: Standort, Benutzer und Gruppen
- Vereinfachte Schnittstelle, die es Endnutzern ermöglicht, ein Support-Ticket auszufüllen
- Asset- und Helpdesk-Berichte: Hardware, Netzwerk oder Interventionen (Support)

## Besondere Merkmale
| Features                   | Merkmale |
| -------------------------- | --- |
| Inventarisierung           | Inventarisierung von Computern, Peripheriegeräten, Netzwerkdruckern und zugehörigen Komponenten über eine Schnittstelle zu OCS Inventory oder FusionInventory |
| Inventarisierung           | Unternehmensführung, Verträge, Dokumente im Zusammenhang mit Bestandsposten |
| ITIL-konformer ServiceDesk | Verwaltung von Problemen in verschiedenen Umgebungen durch Erstellung von Tickets, Verwaltung von Tickets, Zuweisung, Terminierung von Tickets usw. |
| ITIL-konformer ServiceDesk | Problem-, Projekt- und Änderungsmanagement |
| Benutzer                   | Geschichte der Intervention |
| Benutzer                   | Zufriedenheitsumfrage |
| Benutzer                   | Kommentar anfordern |
| Benutzer                   | Postverfolgung von Interventionsanforderungen |
| Techniker                  | Intervention erfordert Management |
| Techniker                  | Ticket-Eskalation |
| Statistik                  | Berichte in verschiedenen Formaten (PNG, SVG, CSV) |
| Statistik                  | Globale Statistiken |
| Statistik                  | Kategorienstatistiken (nach IT-Fachkräften, Hardware, Benutzer und Benutzerinnen, Kategorie, Priorität, Standort) |
| Management                 | Verwaltung und Buchung des Gerätestatus |
| Management                 | Verwaltung von Verträgen und Dokumenten |
| Management                 | Grundlegendes System der Verwaltung von Wissensdatenbanken |
| Management                 | Verwaltung von Anträgen auf Unterstützung für alle Arten von Ausrüstungsbeständen |
| Management                 | Verwaltung von Geschäfts- und Finanzinformationen (Kauf, Garantie und Verlängerung, Dämpfung) |
| Reservierung               | Verwaltung der Reservierungen |
| Reservierung               | Benutzeroberfläche (Kalender) |
| Wissensdatenbank           | Knowledge-Base-Artikel und FAQ-Verwaltung |
| Wissensdatenbank           | Verwaltung von Inhalten nach Zielen (Profile, Gruppen usw.) |
| Berichte                   | Geräte Berichtserstellung (Gerätetyp, zugehöriger Vertrag, kommerzielle Informationen) |
| Projekte                   | Verwalten Sie Projekte. Sie können Benutzer, Gruppen, Unternehmen, Assets, Kontakte, Dokumente, Verträge und Objekte zuordnen. Sie werden für die Erstellung von Aufgaben verwendet, die mit dem Projekt verbunden sind. Sie können Unterprojekte erstellen und sie mit einem übergeordneten Projekt verknüpfen. Die Projekte sind in Form von Gantt-Bäumen und Grafiken verfügbar. |

Darüber hinaus verfügt GLPI über zahlreiche Plugins, die weitere Funktionen hinzufügen.

## Vertrieb
Die GLPI-Software kann auf zwei verschiedene Arten installiert und eingerichtet werden, entweder über die Community oder über ein professionelles Netzwerk das durch Teclib betrieben wird.

## Eingesetzte Technologien
GLPI setzt die folgenden Technologien ein:
- PHP 7.4 oder höher[21]
- MySQL / MariaDB in Bezug auf die Datenbank[22]
- HTML für die Webseiten
- JavaScript für einige Kernfunktionalitäten
- CSS Einhaltung von Designvorlagen
- XML für die Berichterstellung

## Referenzen
1. ↑  www.open-source-guide.com.
2. ↑  github.com. (abgerufen am 11. Juli 2023).
3. ↑  The glpi Open Source Project on Open Hub: Languages Page. In: Open Hub. (abgerufen am 19. Juli 2018).
4. ↑  github.com.
5. ↑  GLPI installation. In: GLPI installation. 1. März 2018, abgerufen am 1. März 2018 (englisch).
6. ↑  Help-desk Ticketing System - Install GLPI (IT and Asset Management) Tool with Fusion Inventory in Debian Linux. In: www.tecmint.com. 13. Mai 2015, abgerufen am 7. Juli 2016 (englisch).
7. ↑  GLPI est un outil d'inventaire de parc informatique et de Helpdesk, lancé en 2003 et porté par Julien Dombre, Jean-Mathieu Doléans et Bazile Lebeau - GLPI / Guide Open Source. Archiviert vom Original am 13. Juli 2016; abgerufen am 7. Juli 2016 (französisch).
8. ↑  Association INDEPNET: Association INDEPNET. In: www.indepnet.net. Archiviert vom Original am 27. Juni 2016; abgerufen am 7. Juli 2016 (französisch).
9. ↑  GLPI : les porteurs du projet associatif passent la main à Teclib' par Philippe Scoffoni. 14. September 2015, abgerufen am 7. Juli 2016 (französisch).
10. ↑  Daniela Buxo: GLPI 20 years. In: GLPI Project. 12. Mai 2023, abgerufen am 12. Dezember 2024 (amerikanisches Englisch).
11. ↑  GLPI - Gestionnaire libre de parc informatique. In: www.glpi-project.org. Abgerufen am 7. Juli 2016 (französisch).
12. ↑  Multilingual support with 45 languages available - Install GLPI on Debian 7. 5. Januar 2016, abgerufen am 7. Juli 2016 (englisch).
13. ↑  via les principes ITIL - GLPI : Installation et configuration. 4. April 2016, abgerufen am 7. Juli 2016 (französisch).
14. ↑  L'onglet "Inventaire" donne accès à toutes les informations concernant le matériel Présentation de GLPI | SUPINFO, École Supérieure d'Informatique. In: www.supinfo.com. Archiviert vom Original am 19. Juni 2016; abgerufen am 7. Juli 2016 (französisch).
15. ↑  Job-tracking-system with mail - GLPI. (englisch).
16. ↑  Description des menus de GLPI : Le menu ADMINISTRATION. In: Blog de Valentin Pourchet. 4. Juni 2010, archiviert vom Original am 29. November 2012; abgerufen am 7. Juli 2016 (französisch).
17. ↑  Gestion des réservations de matériels. In: CommentCaMarche. Abgerufen am 7. Juli 2016 (französisch).
18. ↑  Ce logiciel peut gérer un système de base de connaissances hiérarchique FAQ - GLPI : gestion de parc informatique avec helpdesk. Archiviert vom Original am 20. Juni 2020 (französisch).
19. ↑  GLPI plugins portal. glpi project (englisch).
20. ↑  GLPI Network ITSM Software | Teclib'. In: www.teclib-edition.com. Archiviert vom Original am 2. Juni 2016; abgerufen am 7. Juli 2016 (englisch).
21. ↑  Prerequisites — GLPI 9.5 documentation. In: glpi-install.readthedocs.io. Abgerufen am 7. Juni 2022 (englisch).
22. ↑  Prerequisites — GLPI 9.5 documentation. In: glpi-install.readthedocs.io. Abgerufen am 7. Juni 2022 (englisch).

## Further reading
- Barzan Antal: IT Inventory and Resource Management With OCS Inventory NG 1.02: Eliminate Inventorying Dilemmas by Implementing a Free & Feasible It Inventory Solution. 2010, ISBN 978-1-84951-110-0 (englisch).
- Patrice Thébault: GLPI (Gestion Libre de Parc Informatique) - Installation et configuration d'une solution de gestion de parc et de helpdesk. 2011, ISBN 978-2-7460-7008-0 (französisch).